# Rakouská hymna
Hymna Rakouska je píseň Land der Berge, Land am Strome (česky Země hor, země řek). Autorem textu je rakouská spisovatelka s chorvatskými kořeny Paula von Preradović. Hudba se připisuje Wolfgangu Amadeu Mozartovi, ale ve skutečnosti jde o skladbu na Mozartovy motivy, kterou složil Johann Holzer (ale možná také Pavel Vranický).

## Historie
V době napoleonských válek si rakouské císařství přisvojilo císařskou hymnu Kaiserlied, ke které napsal slova Lorenz Haschka. Autorem hudby byl Joseph Haydn. Hymna měla svou premiéru v roce 1797 při příležitosti narozenin císaře Františka II. Píseň se stala populární a byla přeložena do 14 oficiálně uznávaných jazyků monarchie. Se změnami v textu začínajícím na slova Bože, zachovej nám císaře Františka byla uznávána jako hymna jeho následovníky až do roku 1918.
V roce 1918 potřebovalo Rakousko, se zredukovaným územím i změněným politickým systémem, novou hymnu. Slova napsal Karl Renner, hudbu Wilhelm Kienzl. Tato hymna však se nikdy nezískala nějakou velkou oblibu.
Haydnovu melodii převzala také německá hymna.
Ke konci 20. let, kdy některé politické kruhy usilovaly o spojení s Německem, se vrací Haydnova melodie v nové, nadšenější hymně se slovy Ottokara Kernstocka.
Po 2. světové válce Rakousko stálo před problémem přijmout novou hymnu. Soutěž na její text vyhrála rakouská básnířka s chorvatskými kořeny Paula von Preradović, jako hudba byla přijata skladba, která se sice všeobecně připisuje Wolfgangu Amadeu Mozartovi (Freimaurerkantate, KV 623), ale ve skutečnosti jde o skladbu na Mozartovy motivy, kterou složil Johann Holzer.

## Text hymny

### Hymna 1920–1929
```
Deutschösterreich, du herrliches 
Land, wir lieben dich!
Hoch von der Alm unterm Gletscherdom
Stürzen die Wasser zum Donaustrom,
Tränken im Hochland Hirten und 
Lämmer,
Treiben am Absturz Mühlen und 
Hämmer,
Grüßen viel Dörfer, viel Städte und 
ziehn
Jauchzend zum Ziel, unserm einzigen 
Wien!
Du herrliches Land, unser 
Heimatland,
Wir lieben dich, wir schirmen dich.
```

```
Deutschösterreich, du tüchtiges 
Volk, wir lieben dich!
Hart ist dein Boden und karg dein 
Brot,
Stark doch macht dich und klug die 
Not.
Seelen, die gleich wie Berge 
beständig,
Sinne, die gleich wie Wasser 
lebendig,
Herzen so sonnig, mitteilsamer 
Gunst,
Schaffen sich selber ihr Glück, ihre 
Kunst.
Du tüchtiges Volk, unser Muttervolk,
Wir lieben dich, wir schirmen dich.
```

```
Deutschösterreich, du treusinnig 
Volk, wir lieben dich!
Dienende Treu schuf dir Not und Reu,
Sei uns in Freiheit dir selber treu!
Gibt es ein Schlachtfeld rings in 
den Reichen,
Wo deiner Söhne Knochen nicht 
bleichen?
Endlich brachst du die Ketten 
entzwei,
Diene dir selber, sei dein! Sei 
frei!
Du treusinnig Volk, unser 
Duldervolk,
Wir lieben dich, wir schirmen dich.
```

```
Deutschösterreich, du 
Bergländerbund, wir lieben dich!
Frei durch die Tat und vereint durch 
Wahl,
Eins durch Geschick und durch Blut 
zumal.
Einig auf ewig, Ostalpenlande!
Treu unserm Volkstum, treu dem 
Verbande!
Friede dem Freund, doch dem Feinde, 
der droht,
Wehrhaften Trotz in Kampf und Not!
Du Bergländerbund, unser 
Ostalpenbund,
Wir lieben dich, wir schirmen dich.
[
1
]
```

### Hymna 1929–1938
```
Sei gesegnet ohne Ende, 
Heimaterde wunderhold! 
Freundlich schmücken dein Gelände
Tannengrün und Ährengold. 
Deutsche Arbeit ernst und ehrlich, 
Deutsche Liebe zart und weich – 
Vaterland, wie bist du herrlich, 
Gott mit dir, mein Österreich!
```

```
Keine Willkür, keine Knechte, 
Off’ne Bahn für jede Kraft! 
Gleiche Pflichten, gleiche Rechte, 
Frei die Kunst und Wissenschaft! 
Starken Mutes, festen Blickes, 
Trotzend jedem Schicksalsstreich 
Steig empor den Pfad des Glückes, 
Gott mit dir, mein Österreich! 
```

```
Laßt, durch keinen Zwist geschieden, 
Uns nach einem Ziele schau’n, 
Laßt in Eintracht und in Frieden 
Uns am Heil der Zukunft bau’n! 
Uns’res Volkes starke Jugend 
Werde ihren Ahnen gleich, 
Sei gesegnet, Heimaterde, 
Gott mit dir, mein Österreich!
```

Po smrti Engelberta Dollfusse se připojovala 4. sloka - „Lied der Jugend” (Dollfuss-Lied)
```
Ihr Jungen, schließt die Reihen gut, 
Ein Toter führt uns an. 
Er gab für Österreich sein Blut, 
Ein wahrer deutscher Mann. 
Die Mörderkugel, die ihn traf, 
Die riß das Volk aus Zank und Schlaf. 
Wir Jungen steh’n bereit 
Mit Dollfuß in die neue Zeit!
```

### Současná hymna (od roku 1947, úprava 2012)
| Land der Berge, Land am Strome 1. Land der Berge, Land am Strome, Land der Äcker, Land der Dome, Land der Hämmer, zukunftsreich! Heimat großer Töchter und Söhne, Volk, begnadet für das Schöne, \|: Vielgerühmtes Österreich :\| 2.Heiß umfehdet, wild umstritten, liegst dem Erdteil du inmitten einem starken Herzen gleich. Hast seit frühen Ahnentagen hoher Sendung Last getragen, \|: Vielgeprüftes Österreich :\| 3. Mutig in die neuen Zeiten, frei und gläubig sieh uns schreiten, arbeitsfroh und hoffnungsreich. Einig lass in Jubelchören, Vaterland, dir Treue schwören, \|: Vielgeliebtes Österreich :\| | Země hor, země řek 1. Země hor, země řek, Země polí, země katedrál, Země kladiv, země s nadějnou budoucností! Tys domovem velkých dcer a synů, Lid nadaný na krásu, \|: Oslavované Rakousko :\| 2. Divoce na tebe útočili Ležíš v srdci pevniny Jako silné srdce Už od nejčasnějších dnů zdviháš břemeno vyššího poslání \|: Statečné Rakousko :\| 3. Svobodně a věrně kráčíme do nových časů Pracovití a plní důvěry. Jednotně, radostným sborem, tobě, Vlasti, slibujme věrnost, \|: Milované Rakousko :\| |